# Вејко (Северна Каролина)
Вејко (енгл. Waco) град је у америчкој савезној држави Северна Каролина.

## Демографија
По попису из 2010. године број становника је 321, што је 7 (-2,1%) становника мање него 2000. године.
| Група             | 2000.       | 2010.       |
| Белци             | 264 (80,5%) | 254 (79,1%) |
| Афроамериканци    | 60 (18,3%)  | 63 (19,6%)  |
| Азијати           | 0 (0,0%)    | 0 (0,0%)    |
| Хиспаноамериканци | 0 (0,0%)    | 4 (1,2%)    |
| Укупно            | 328         | 321         |